# Stefán Jónsson
Stefán Jónsson (ur. 22 grudnia 1905, zm. 12 maja 1966) – islandzki pisarz i pedagog. Twórca bajek i opowiadań dla dzieci. Tematem większości z nich są niezwykłe przygody islandzkiego chłopca o imieniu Hjalt.